# Mesochorus tetricus
Mesochorus tetricus là một loài tò vò trong họ Ichneumonidae.